# 切翅眉眼蝶
切翅眉眼蝶（学名：Mycalesis mucianus），又名草目蝶、平頂眉眼蝶、切翅單環蝶、剪翅單眼蛇目蝶、剪翅單環蝶、截翅眉眼蝶、方角眉眼蝶，为蛺蝶科眉眼蝶屬下的一个种。

## 描述
中小型眼蝶，體背暗褐，腹側較淺。前翅呈直角三角形，翅端截斷；後翅扇形，邊緣略波狀。翅背暗褐，外緣有模糊淺線，前翅中央常見暗直線。前翅CuA1室有一大眼紋，M1室常見一小眼紋，後翅多無紋。
翅腹面為褐色，中央有黃白色線紋，外緣具線紋。前翅M1與CuA1室中央各有一眼紋，CuA1室較大，其他室常有小眼紋。後翅外側有弧形眼紋列，翅基帶暗色線。雄蝶後翅翅基有黃白毛束，性標灰白。緣毛為褐色。低溫或乾季時，翅腹面眼紋減弱，甚至近乎消失。

## 分布
本種分布於中國華南、華東地區與台灣。台灣地區於本島中低海拔地區可見
。

## 生態習性
本種幼蟲以禾本科棕葉狗尾草、竹葉草、馬唐、求米草、藤竹草、柳葉箬等植物為食，一年多世代，成蟲全年可見，冬/乾季型翅腹面的眼斑減退。

## 資料來源
1. ↑  徐堉峰. . 臺灣生命大百科.   [2025-06-10].
2. ↑  徐堉峰. . 台中市: 晨星出版社. 2013. ISBN 978-986-177-668-2.

## 外部連結
- 维基共享资源上的相關多媒體資源：切翅眉眼蝶